# Diadelia vadoniana
Diadelia vadoniana là một loài bọ cánh cứng trong họ Cerambycidae.